# Emmet (Contea di Dodge, Wisconsin)
Emmet è un comune degli Stati Uniti, situato in Wisconsin, nella Contea di Dodge.